# Jizre'el
Jizre'el (hebräisch יִזְרְעֶאל Jisrəʿel, deutsch ‚Gott wird säen‘, arabisch زرعين, DMG Zirʿīn) ist ein Kibbuz im Nordbezirk Israels. Der Kibbuz liegt in der gleichnamigen Jesreelebene zwischen den beiden Städten Beit Scheʾan und ʿAfula an der Nationalstraße . In unmittelbarer Nachbarschaft liegen der Nationalpark Gilboa mit dem namensgebenden Berg Gilboa, der Nationalpark Gan haSchloscha, so wie der Nationalpark ʿAin Dschālūt. Im Jahr 2018 hatte Jizreʿel eine Bevölkerung von 556 Einwohnern.

## Geschichte
Der Kibbuz wurde nach der antiken Stadt Jesreʿel benannt, die sich in dem Gebiet befand, das dem Stamm Issachar zugeteilt war (Jos 19,18 ).
Jesreel war eine Festung aus dem 9. Jahrtausend v. Chr., die möglicherweise während der Regierungszeit von König Omri erbaut wurde, aber sicherlich in der Regierungszeit von König Ahab und seiner Gemahlin Königin Isebel und ihrem Sohn König Joram aktiv war. Die Stadt wurde bald darauf zerstört, möglicherweise von den Aramäern im späten 9. Jahrhundert. Die während der Ausgrabung in der Festung gefundenen Töpferwaren stammen alle aus dieser kurzen Zeit.
Die günstige Lage, die der Ort im Norden und Osten bot, galt während der Bronze- und Eisenzeit als strategisch wichtig, da die Handels- und Militärstraße von Ägypten nach Syrien und Mesopotamien durch Megiddo, die Jesreʿelebene und Beit Scheʾan führte.
Nachdem die Mamluken im späten 13. Jahrhundert die Kontrolle über das Gebiet übernahmen, besiegte der Mamluken-Sultan Saif ad-Din Qutuz unter der Leitung von Baibars seinen Gegner Hülegü, den Khan der Mongolen und dessen Heerführer Kitbukha in der Schlacht von ʿAin Dschālūt im Jahr 1260, einem Ort westlich des damaligen Zirʿin, wo heute das Kibbuz Jizreʿel steht.
Zirʿin wurde 1948 noch von der Arabischen Befreiungsarmee (ALA) kontrolliert und befand sich in einer strategischen Kommandoposition mit Blick auf die Städte ʿAfula und Beit Scheʾan.
Nach Mörserfeuer, um seine Verteidigung zu schwächen, wurde das Dorf am 28. Mai 1948 vom dreizehnten Bataillon „Gidʿon“ der Golani-Brigade mit wenig Widerstand eingenommen.

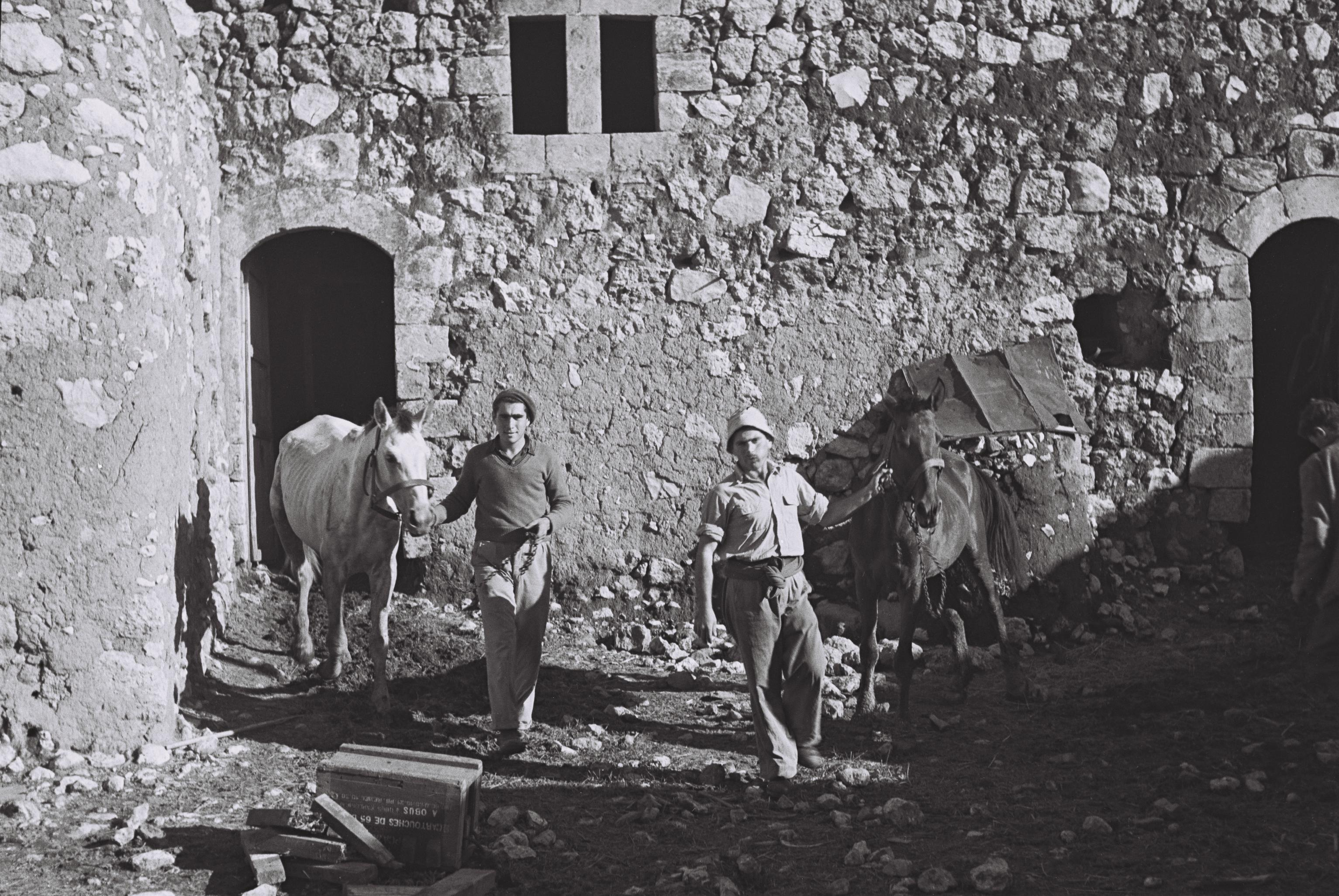
Die ersten Chaverim von Jizreʿel (1949)

Am 10. Juli 1948 wollte die in Dschenin stationierte irakische Armee das Dorf zurückerobern, konnte aber die israelischen Linien nicht durchbrechen, gefolgt von einem weiteren erfolglosen Versuch am 19. Juli nach dem zweiten Waffenstillstand des Krieges. Die letzte Waffenstillstandslinie wurde südlich von Zirʿin gezogen.
Der Kibbuz wurde im August 1948 von demobilisierten Palmach-Soldaten in den Überresten des entvölkerten palästinensischen Dorfes gegründet. Man nutzte zu Beginn die alten Steinhäuser. 1950 verlegte man den Standort des Dorfes nach Nordwesten. Es war einer der ersten Kibbuzim, der das System aufgab, dass Kinder in Betreuung durch Metaplot in Gemeinschaftshäusern schlafen und ihnen stattdessen erlaubte, bei ihren Eltern zu leben.

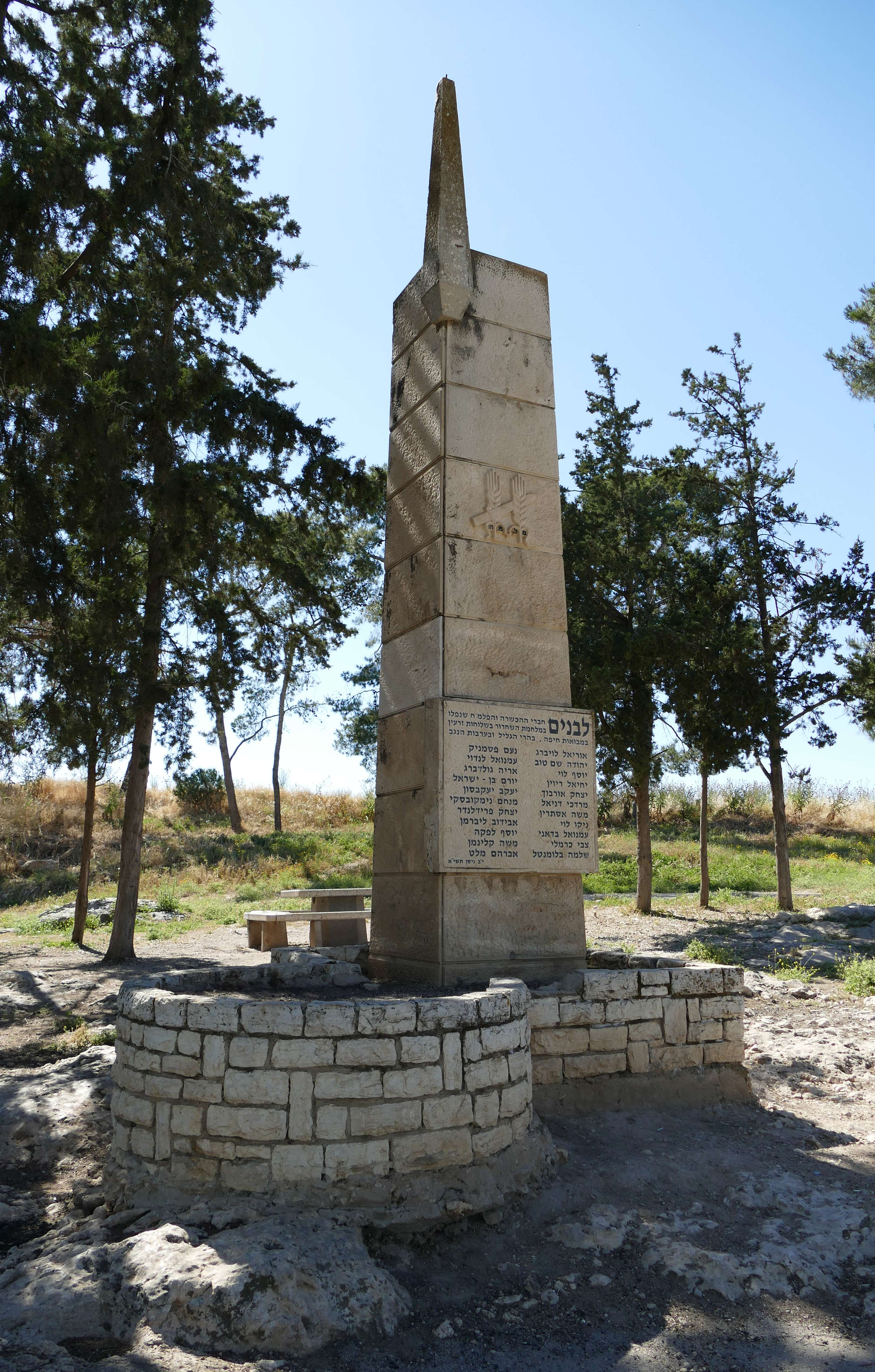
Palmach-Denkmal im Kibbuz Jizreʿel

Im Ort steht außerdem ein Ehrenmal für gefallene Palmach-Soldaten.

## Wirtschaft
Zu Beginn wurde hauptsächlich Landwirtschaft betrieben. Misswirtschaft und gekürzte Staatssubventionen zwangen den Kibbuz aber schon bald, sich nach neuen Geschäftsfeldern umzusehen. 1983 gründete man das Unternehmen Maytronics, dass sich auf die Herstellung von Roboter-Schwimmbadreinigern spezialisiert hat und diese mittlerweile in über 65 Länder exportiert. Maytronics betreibt auch eine Abteilung für Poolsicherheit, einschließlich Poolalarme und automatische Poolabdeckungen. Des Weiteren bietet Jizre'el einen Kibbuz-Ulpan an, intensive Hebräischkurse, in denen Neueinwanderer Ivrit lernen. Er ist verbunden mit einem Arbeitsprogramm und dem Alltagsleben im Kibbuz-Kollektiv.
Jizreʿel ist seit den 1970er-Jahren ein wichtiges Zentrum für Rugby, als eine Gruppe südafrikanischer Emigranten half, dem Spiel einen großen Schub zu geben. Mit dem HaPoʿel Yizraʿel Gilboa Rugby Club besitzt der Kibbuz auch seine eigene Mannschaft und nimmt damit an der „Rugby Union in Israel“ teil.